# 澳洲石鸻
澳洲石鸻（学名：Esacus magnirostris）一种分布于澳大利亚及东南亚沿海地带的大型鸟类，隶属于石鸻科大石鸻属。
澳洲石鸻高55 cm（22英寸），重1（2.2磅），是世界上最大的滨鸟之一。雄性平均体重为1,032 g（2.275磅），雌性1,000 g（2.2磅），是除鸥科和贼鸥科之外，现存最重的鸻形目的鸟类。

## 图册

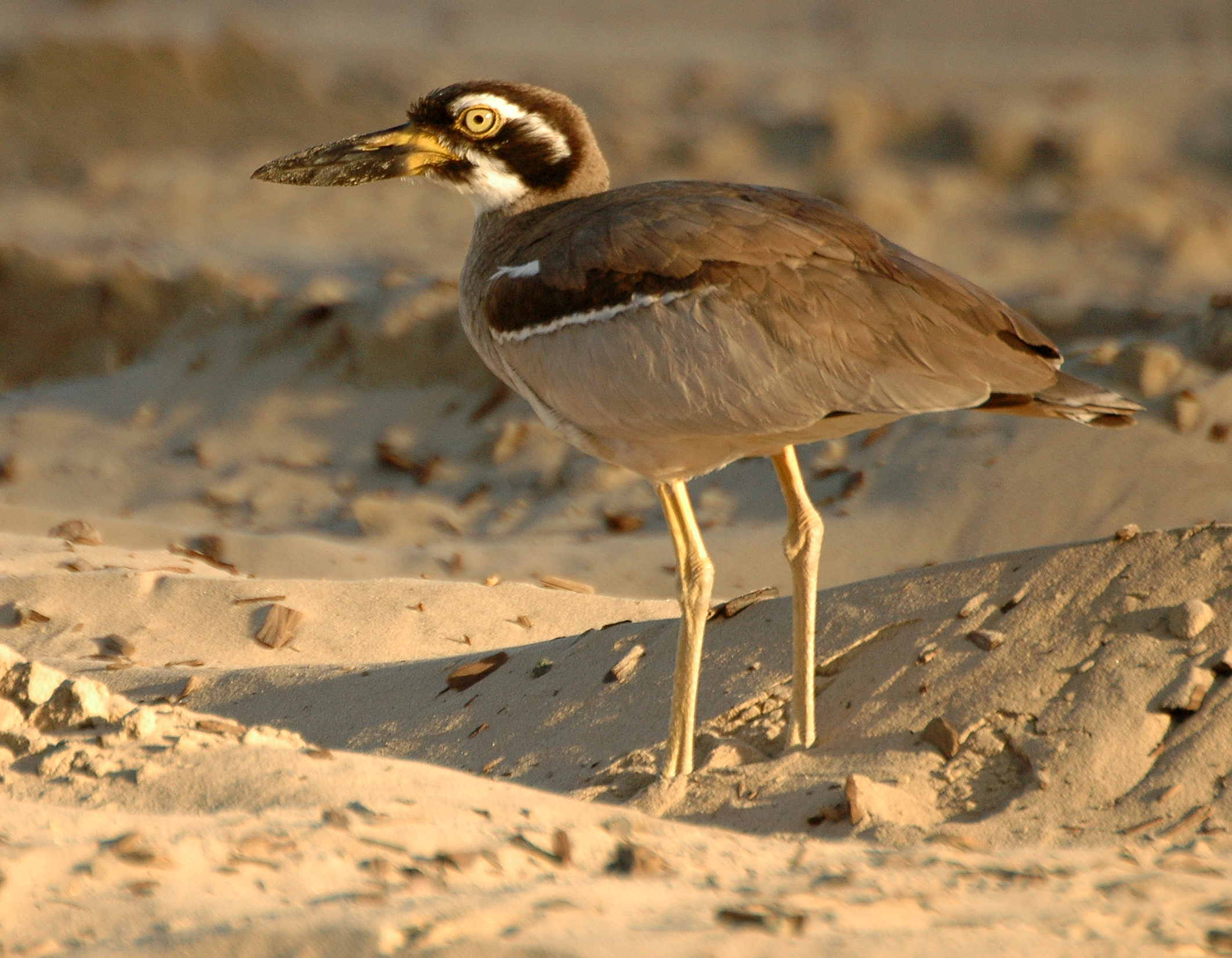
澳大利亚昆士兰州东南因斯吉普角
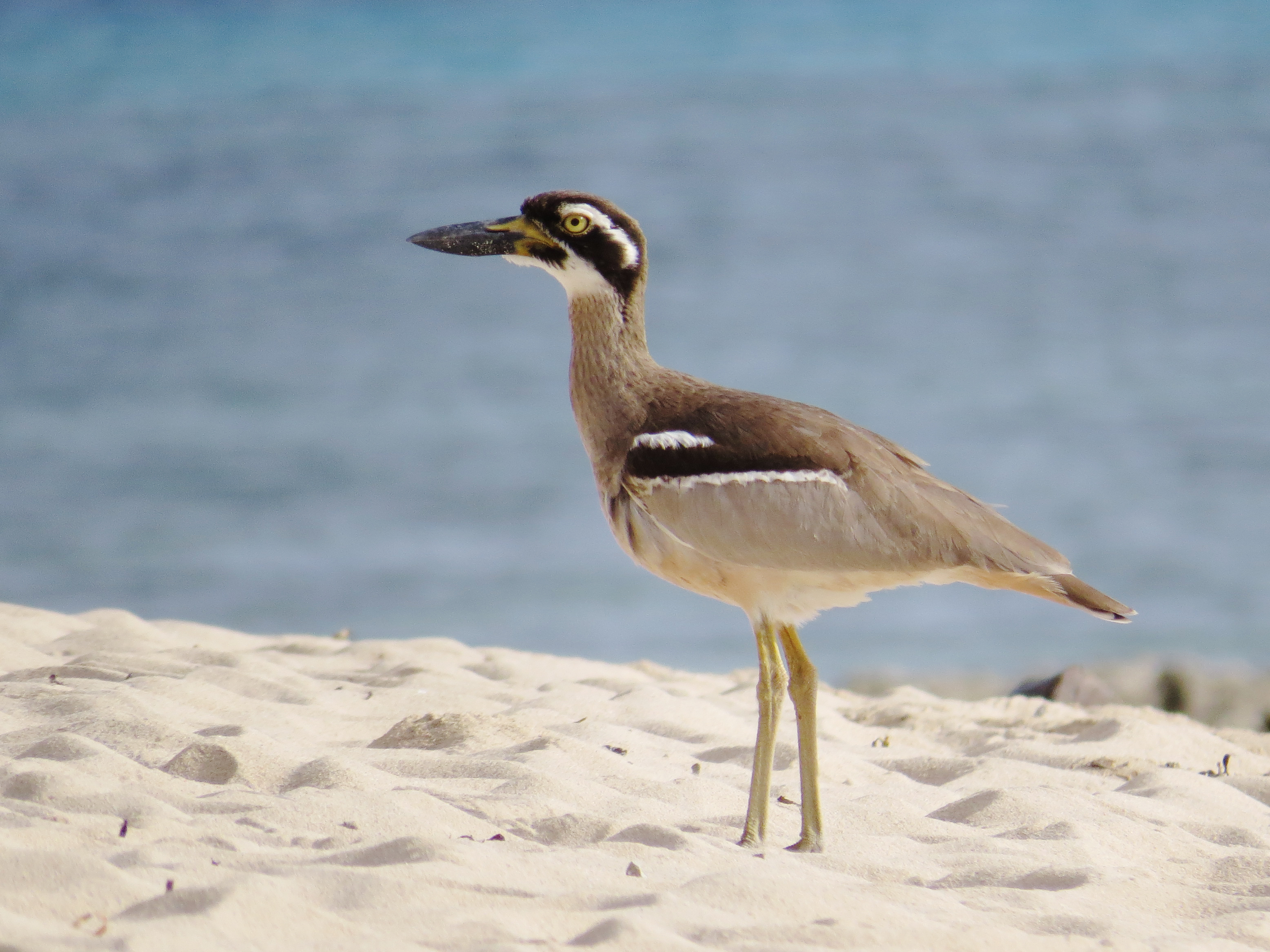
凯恩斯格林岛
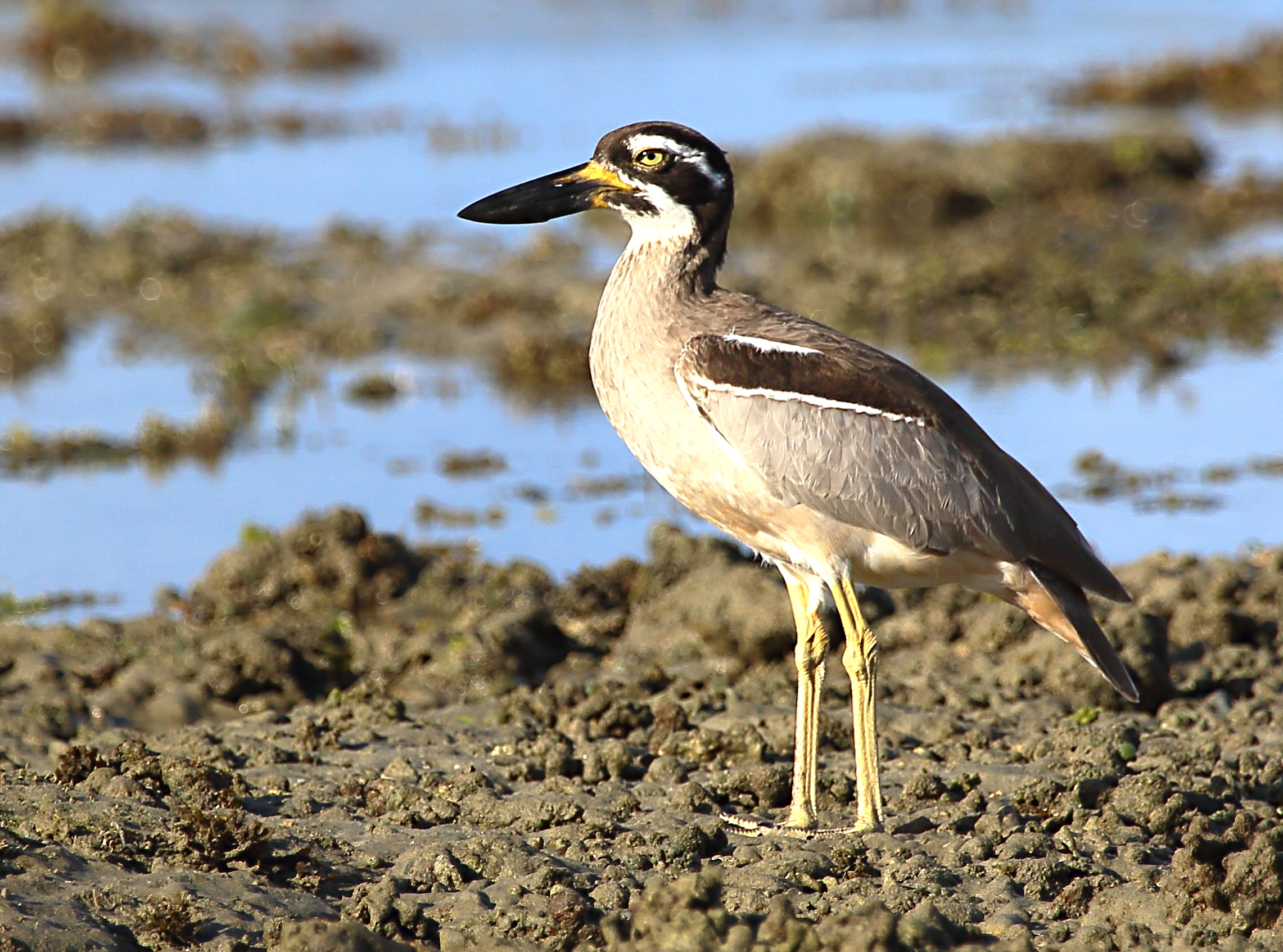
澳大利亚北昆士兰州特里比莱申角